# William Montgomery Watt
William Montgomery Watt (né le 14 mars 1909 à Ceres en Écosse, mort le 24 octobre 2006 à Édimbourg) est un universitaire britannique spécialiste de l'islam. Il a écrit plus d'une trentaine de livres. Il a étudié à la School of Oriental and African Studies (SOAS) de l'Université de Londres. Il devient membre de la communauté œcuménique Iona en Écosse en 1960. Il a enseigné notamment à l'Université d'Édimbourg.